# Bob Carpenter Center
Le Bob Carpenter Center est une salle omnisports à Newark (Delaware).
Ses locataires sont les 87ers du Delaware (NBA Development League) et des Blue Hens du Delaware (NCAA). La salle accueille également des concerts et des épreuves de la WWE.